# К. Џ. Доерти
К. Џ. Доерти (енгл. CJ Daugherty; Далас, 30. октобар 1974), која је позната и као Кристи Доерти, је бивша криминалистичка репортерка и државни службеник. Kaд је имала двадесет и две године започела је своју каријеру као новинарка. Након кратког периода рада за британску владу, почела је да пише романе 2010. године. Данас, њене књиге су преведене на двадесет и пет језика и бестселери су у више земаља.
К. Џ. Доерти живи на југу Енглеске са супругом, режисером номинованим за награду БАФТА, Џеком Џуерсом.

## Списак књига

### Ноћна школа
- Ноћна школа (2012) енгл. Night school
- Ноћна школа: Наслеђе (2013) енгл. Night school: Legacy
- Ноћна школа: Расцеп (2013) енгл. Night school: Fracture
- Ноћна школа: Одбрана (2014) енгл. Night school: Resistance
- Ноћна школа: Завршница (2015) енгл. Night school: Endgame

Серијал Ноћна школа је почела да пише док је радила као консултант за комуникације у Министарству унутрашњих послова. Прву књигу је објавила издавачка кућа енгл. Little, Brown and Company и продата је у више од милион и по примерака широм света. Истоимена серија инспирисана њеним књигама је имала више од милион прегледа. 
Ноћна школа је преведена на двадесет два језика и била је бестселер у више земаља.
Ноћна школа: Расцеп, трећа књига у низу, била је број један најпродаванија књига за децу у Израелу у мају 2014. године и међу 20 најпродаванијих у Француској.
Ноћна школа: Одбрана, четврта књига у низу, достигла је друго место на Шпигел листи бестселера у Немачкој у мају 2014. године.
Српско издање је објавила издавачка кућа Лагуна.

### Ноћна школа: Веб серија
Ноћна школа: Веб серија, заснована је на књигама Ноћне школе. Покренута је у децембру 2014. године. Била је то прва британска веб серија заснована на књизи за младе и добила је широку медијску покривеност у Уједињеном Краљевству.

### Тајна ватра
- Тајна ватра (2015) енгл. The Secret Fire
- Тајни град (2016) енгл.The Secret City

Српско издање је објавила издавачка кућа Лагуна 9. децембра 2017. године.
Тајна ватра је серијал књига научне-фантастике који је намењен за младе. К. Џ. Доерти је коауторка заједно са француском ауторком Карином Розенфелд.

### Број 10
- Број 10 (2020) енгл. Number 10
- Кодно име свитац (2021) енгл. Codename Firefly

Књига Број 10 је смештена у исти свет као и Ноћна школа.  Српско издање је објавила издавачка кућа Лагуна 4. јуна 2020. године.

### Убијање одјека
- Убијање одјека (2018) енгл. The Echo Killing
- Прелеп леш (2019) енгл. A beautiful corpse
- Револверски пут (2020) енгл. Revolver road